# Toninia bullata
Toninia bullata är en lavart som först beskrevs av Meyen & Flot., och fick sitt nu gällande namn av Alexander Zahlbruckner. Toninia bullata ingår i släktet Toninia och familjen Ramalinaceae.   Inga underarter finns listade i Catalogue of Life.